# Кларк, Матвей Егорович
Матве́й Его́рович Кла́рк (англ. Matthew Clark; 1776 — 1846) — российский инженер-литейщик, обер-берггауптман 4-го класса, управляющий Александровским чугунолитейным заводом в Санкт-Петербурге.

## Биография
Выходец из Шотландии, сын Георга (Джорджа) Кларка (ум. 1838) — из первой волны переселенцев Петрозаводска, который позже переехал в Кронштадт, а в 1803 году — на Ижорские заводы. 
М.Е.Кларк — одаренный инженер и организатор, прошедший путь от слесарных дел мастера до управляющего, Кларк целиком посвятил себя инженерному делу и металлоконструкциям.
С 1824 года — смотритель Санкт-Петербургского чугунолитейного завода (ныне «Кировский завод»). В 1826—1842 годах — директор Александровского литейного завода (ныне «Пролетарский завод»). В 1830 году под руководством Кларка построен один из первых русских пароходов «Нева», в 1834-м — первая металлическая подводная лодка — по проекту военного инженера К.А. Шильдера. Это подводное судно не только опускалось с командой 8-10 человек на глубину до 13 метров под воду, но и было оснащено специальным устройством, способным поражать вражескую цель из-под воды. Также при личном участии Кларка на верфи завода строили землечерпательные паровые суда. 
М. Е.Кларк внес большой вклад в оснащение Александровского завода самым современным для того времени оборудованием. Он участвовал в проектировании и руководил изготовлением и монтажом большинства выпускаемых изделий.
С 1832 года он состоял членом технического комитета и руководил ходом работ в механических мастерских Петербургского технологического института, закупал для технических лабораторий оборудование.
Жил на казённой квартире при Александровском заводе на Шлиссельбургском тракте.
Службу М.Е.Кларк закончил в звании обер-берггауптмана 4-го класса (в армейской службе это соответствовало генерал-майору, на флотской — контр-адмиралу), был награжден орденами: Святого Станислава 1-й и 2-й степеней, Святого Владимира 3-й степени и Святой Анны 2-й и 3-й степеней с алмазами, а также золотой медалью «За участие в возобновлении Зимнего Дворца» и бриллиантовым перстнем за труды по сооружению Нарвских триумфальных ворот.

## Семья
Братья:
- Василий Егорович Кларк (1770—1842), горный инженер. Он прибыл в Петрозаводск («на Олонец») в 1798 году и с 1822 года был управляющим  Александровского пушечно-литейного завода. В 1834 году получил чин подполковника. За время его управления на заводе было отлито для российского флота и сухопутной артиллерии свыше 20 тысяч орудий.  Его сыновья и внуки также связали судьбу с горным делом. Один из его сыновей — Дмитрий Васильевич Кларк. В.Е. Кларк похоронен на Немецком кладбище Петрозаводска, и на его могиле по личному указу Николая I был установлен памятник[3].
- Брат — Феликс (Филипп) Егорович Кларк (1787—1866), учредитель торгового дома «Кларк, Морган и К°» в Архангельске. Его сыну, Александру Филипповичу Кларку (1821—1905), принадлежал дом на Английской набережной, 38.  Внук Александра Филипповича — Александр Фёдорович Кларк, учёный, специалист в области психологии труда.
- Брат — Карл Егорович Кларк (1788—1847), работал в Петрозаводске, Санкт-Петербурге и на Луганским литейном заводе.

Жена — Маргаретт Энн Кларк (ок. 1894—1862) 
Дети:
- Василий (1819—1893). Его жена — Софья Васильевна Стасова (1820—1858), дочь В.П.Стасова.
- Алексей (1824—?). Его жена — Надежда Михайловна Гастева, дочь М.С.Гастева.
- Маргарита (1824—1890). Муж — Николай Васильевич Стасов (1818—1879), военный инженер, сын В.П.Стасова.
- Матвей (1831—1899).
- София-Доротея (1832—1881). Муж — Северюков Платон Алексеевич (1820—1870), морской офицер.
- Екатерина (1834—1876).
- Альфред (1836—1904). Его жена — Надежда Петровна Дютур, внебрачная дочь сестры А.Н.Серова Софьи Николаевны Серовой-Дютур (1820—1861) и В.В.Стасова.[6]

## Александровский чугунолитейный завод

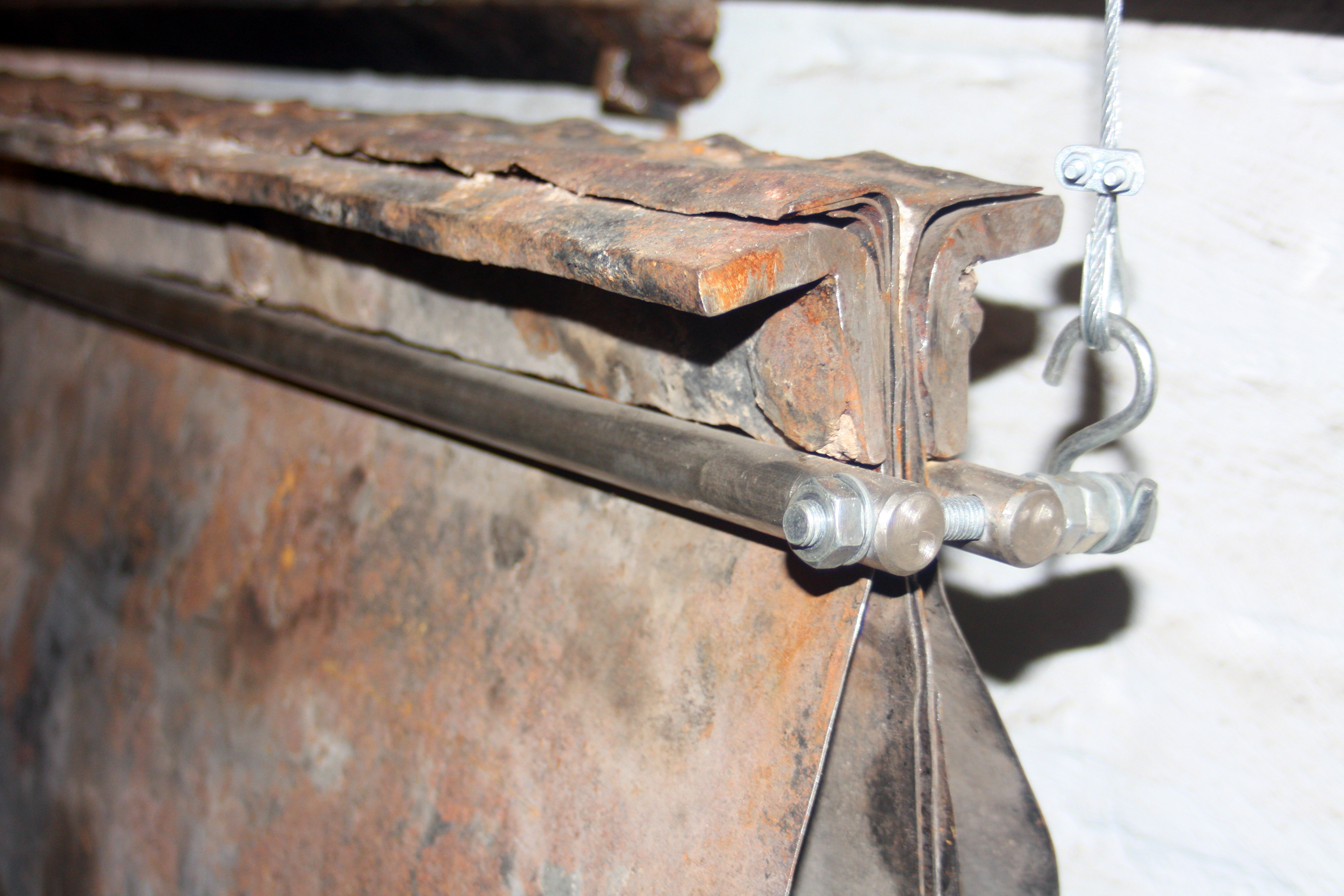
Двутавровая эллиптическая балка инженера Кларка

Александровский завод был перенесён на седьмую версту Шлиссельбургского тракта с Петергофской дороги после разрушительного наводнения 1824 года и отстроен заново под руководством его первого директора Матвея Кларка, который во многом определил планировочное решение всего предприятия. Кларк активно сотрудничал с выдающимися русскими архитекторами, среди которых Карл Росси, Адам Менелас и Василий Стасов, с которым Кларка связывала личная дружба. Оригинальные конструкции нашли применение в Александринском театре. После пожара Зимнего дворца Кларк спроектировал металлические конструкции перекрытия дворца. Спроектированная им двутавровая эллиптическая балка также нашла применение при строительстве зданий Нового Эрмитажа и реконструкции Малого Эрмитажа.